# Francesco Hayez

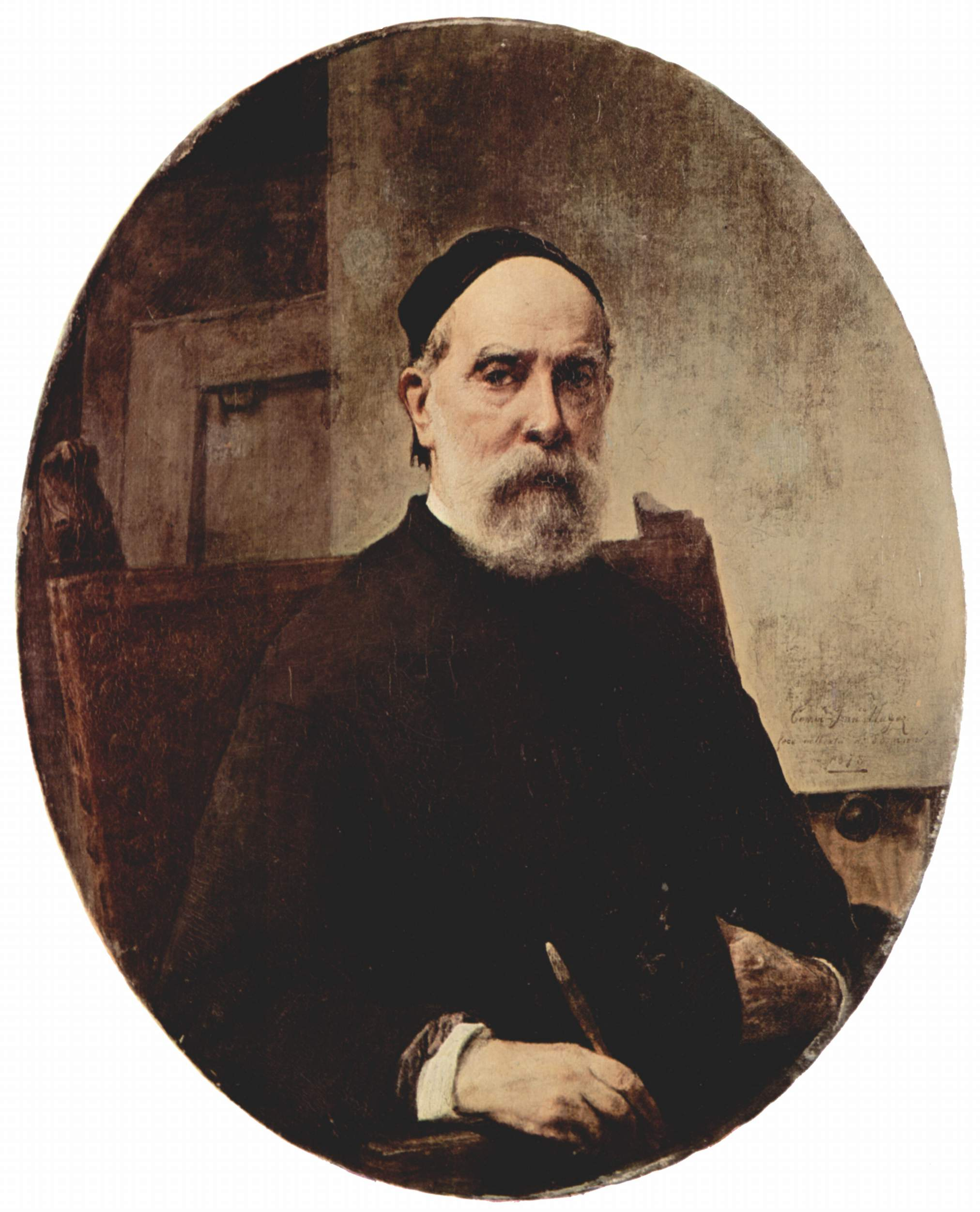
Zelfportret, 1879, Ca' Pesaro, Venetiē

Francesco Hayez (Venetië, 10 februari 1791 – Milaan, 21 december 1882) was een vooraanstaand Italiaans kunstschilder uit de tijd van de romantiek.

## Leven en werk
Hayez werd geboren in een relatief arme Venetiaanse familie en werd grootgebracht door een oom en tante die meer welgesteld waren en grote interesse in kunst hadden. Hij werd op jonge leeftijd leerlingschilder bij Francisco Magiotto en studeerde daarna aan de Nieuwe Academie voor fijne Kunsten in Venetië. In 1809 won hij een wedstrijd van de Gallerie dell'Accademia en studeerde vervolgens een jaar aan de Accademia di San Luca te Rome. Daarna ging hij naar Napels, waar hij werkte met Joachim Murat. Later verhuisde hij naar Milaan, waar hij geprotegeerd werd door schrijfster Clara Maffei en tot grote roem kwam. In 1850 werd hij er directeur van de kunstgalerie Pinacoteca di Brera.
De schilderwerken van Hayez zijn typerend voor de stroming van de Romantiek uit 19e eeuw. Zijn vroege werk vertoont invloeden van Jean Auguste Dominique Ingres en de Nazareners, zijn latere werk is vooral kenmerkend voor de herleving van de klassieke kunst. Vaak schildert hij grootse historische en Bijbelse taferelen, politieke allegorieën of fijne portretten. Typerend is ook zijn neiging om een zekere sensualiteit in zijn werk te leggen. Een aantal werken (Maria Magdalena 1825, Ruth 1835) riepen om die reden behoorlijk wat commotie op bij hun expositie.
Het werk van Hayez is heden ten dage vaak moeilijk traceerbaar, omdat hij zijn werk zelden signeerde en dateerde. Vaak herschilderde hij ook zijn werken met minimale variaties.

## Galerij

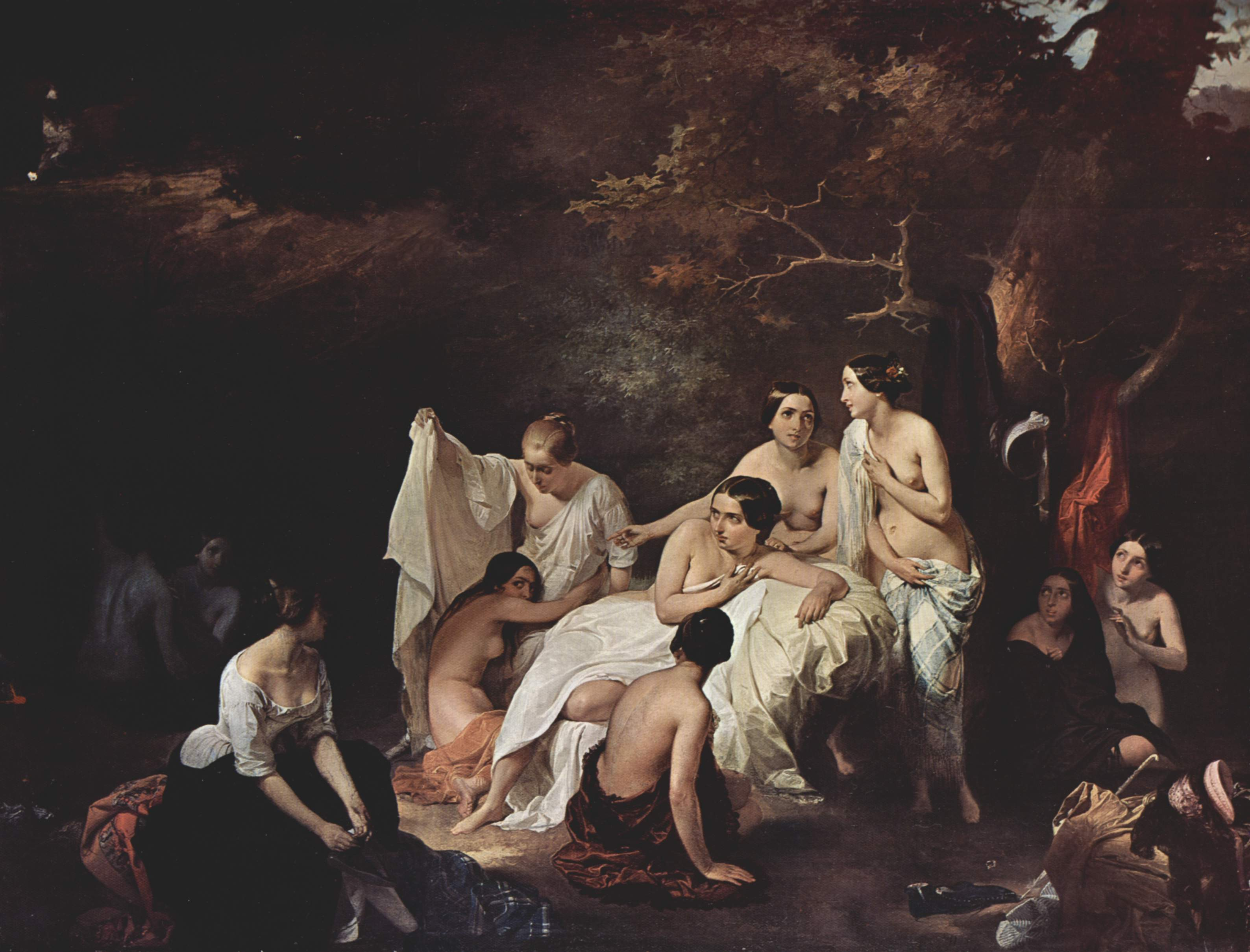
Bad van de Nymphen, 1813
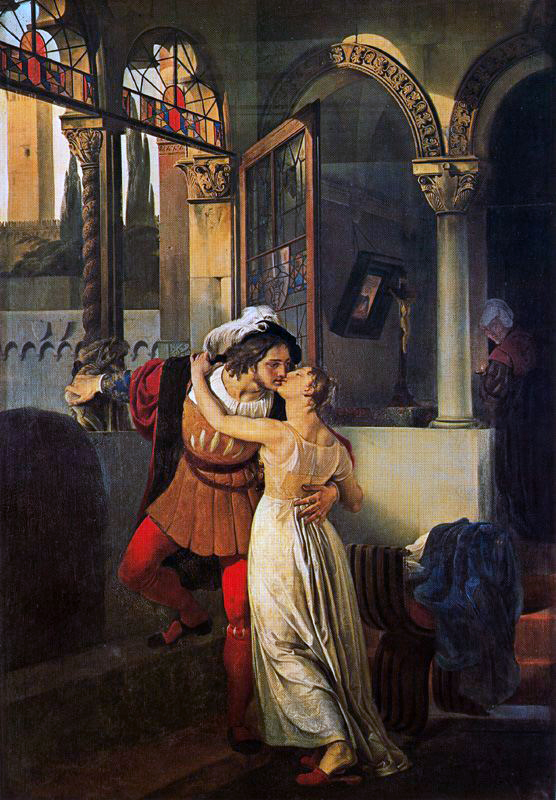
Romeo en Julia, 1823, Villa Carlotta, Tremezzo
De penitente Maria Magdalena, 1825, Galleria d'Arte Moderna, Milaan
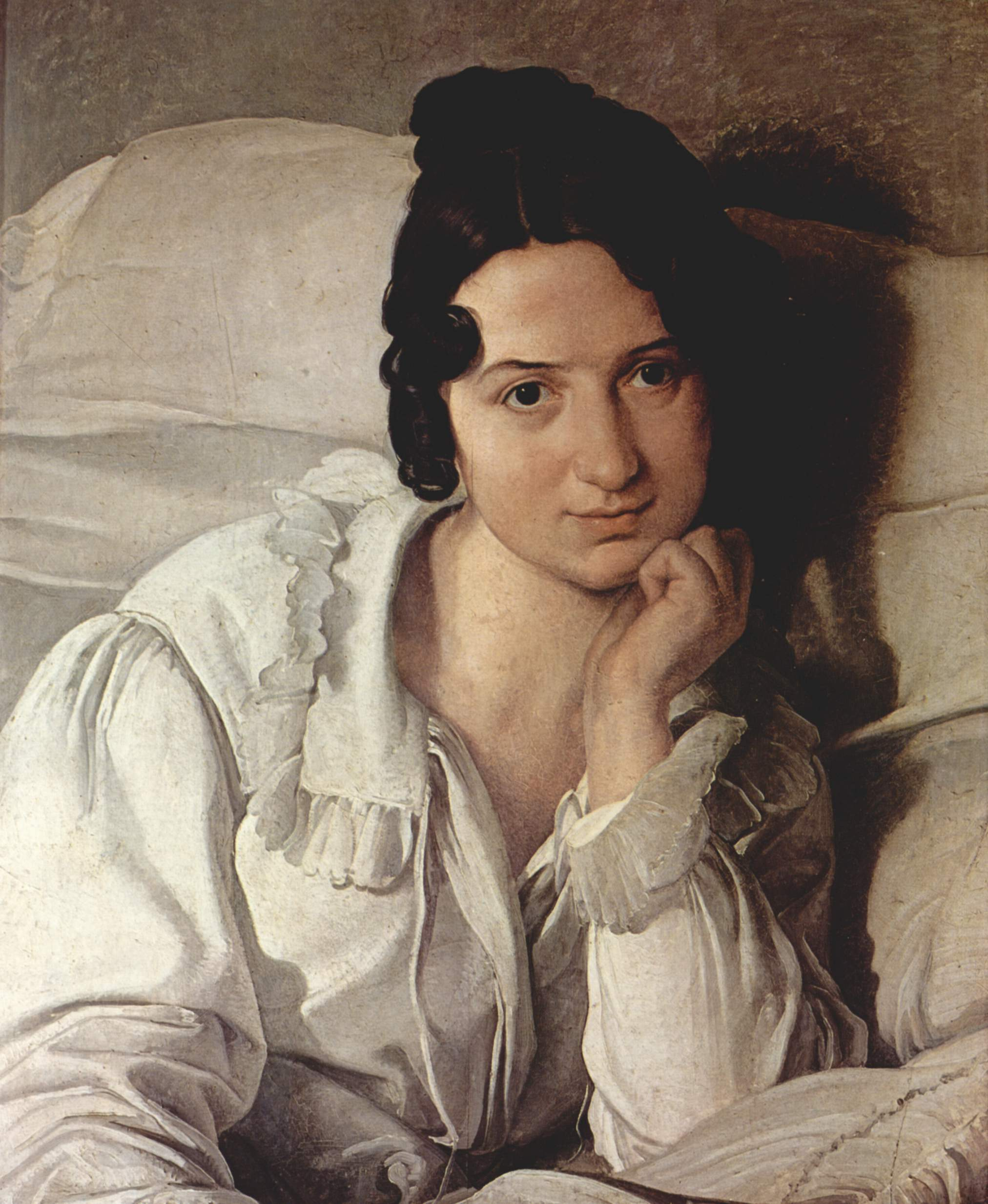
De zieke vrouw (portret van Carolina Zucchi), 1825, Galleria d'arte moderna e contemporanea, Turijn
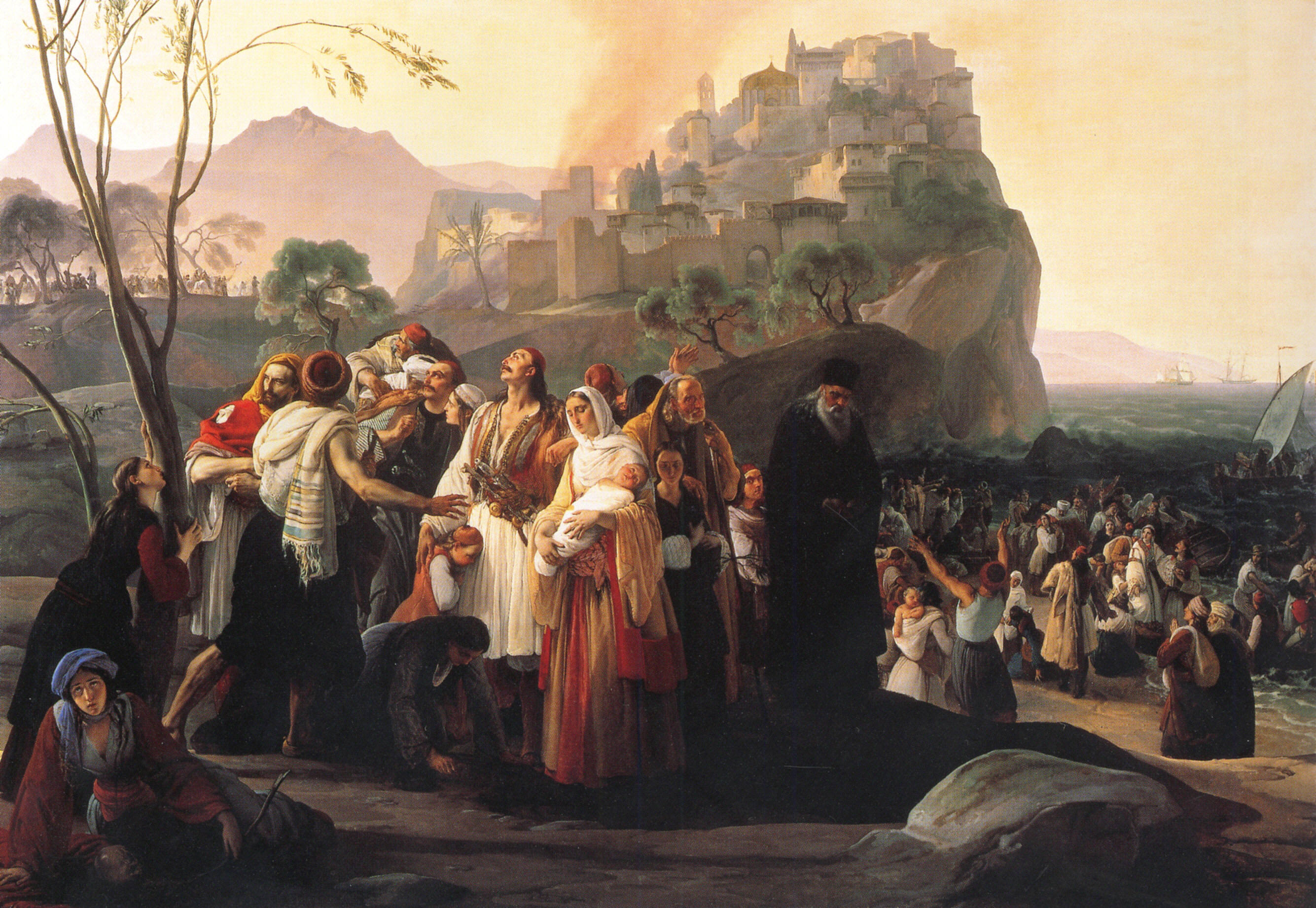
De vluchtelingen van Parga, 1831, Pinacoteca Tosio Martinengo, Brescia
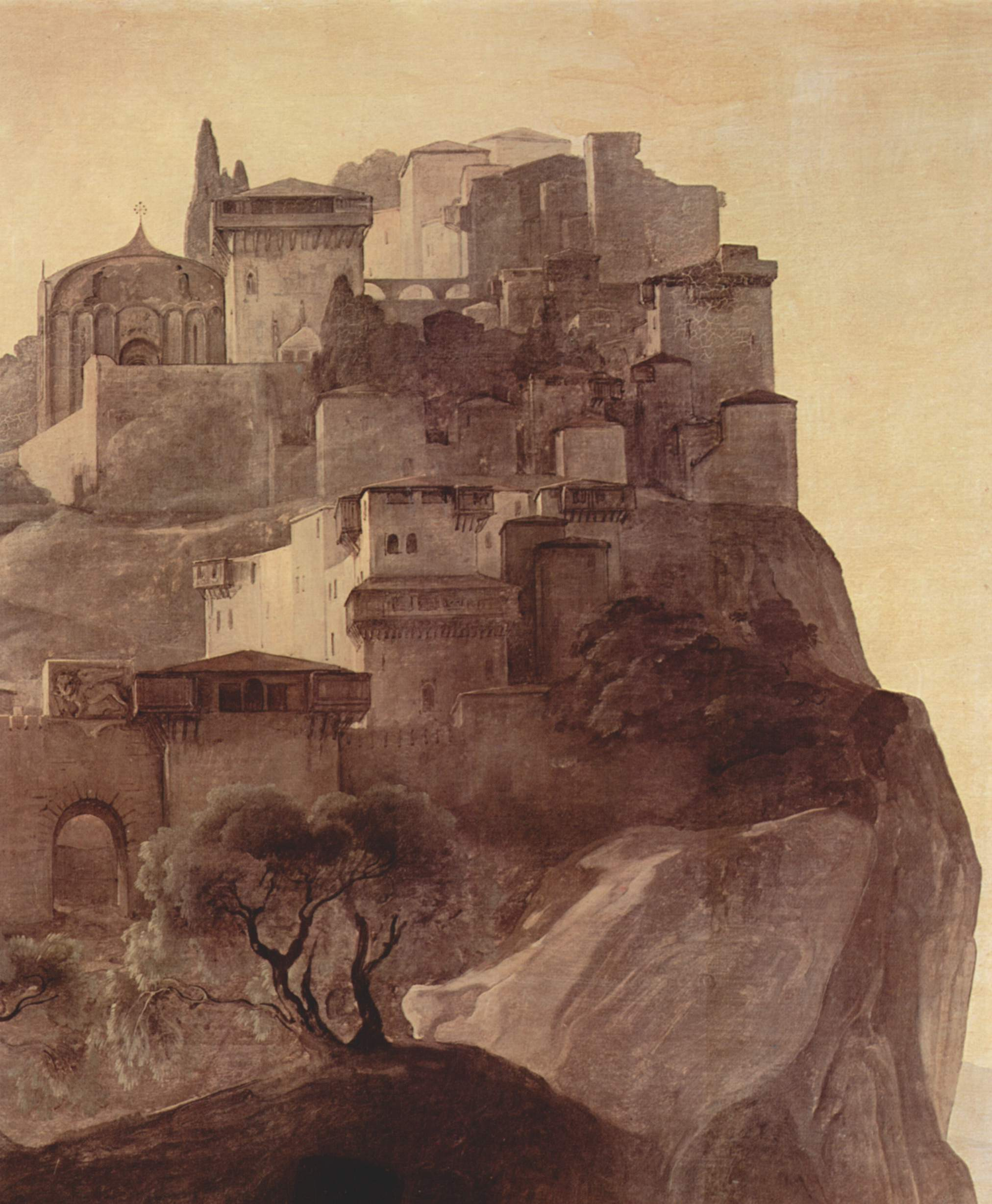
De vluchtelingen van Parga (detail), 1831
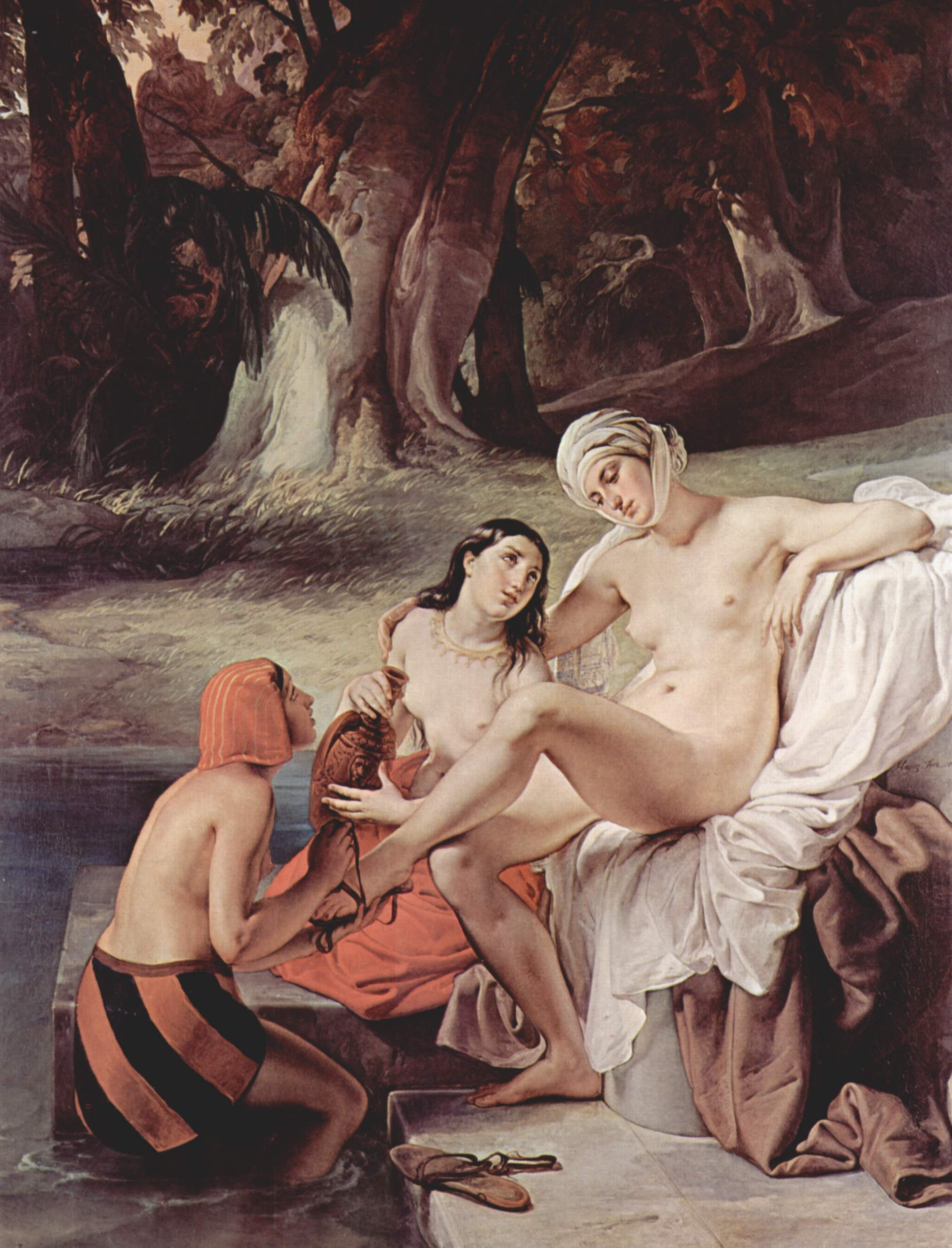
Batseba badend, 1834, Pinacoteca di Brera, Milaan
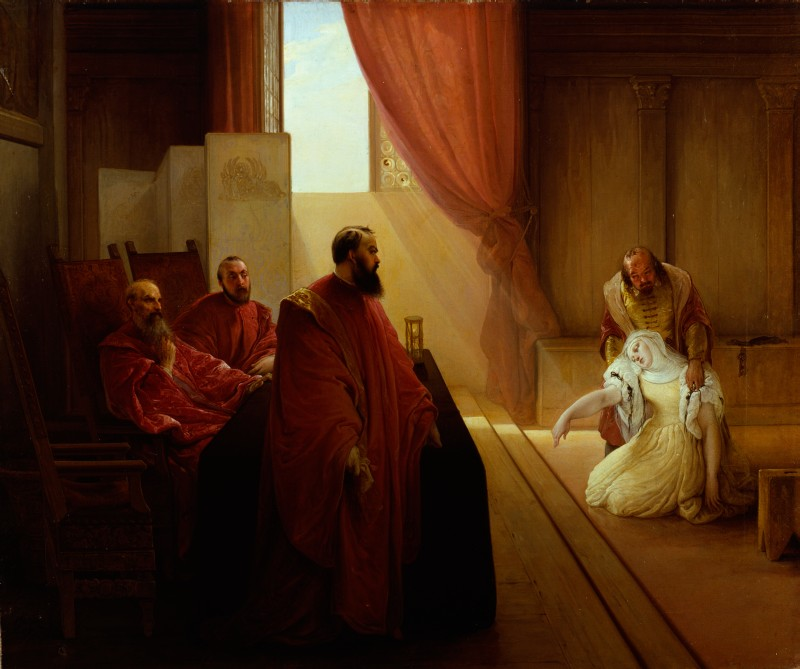
Valenza Gradenigo, 1835, Gallerie di Piazza Scala, Milaan
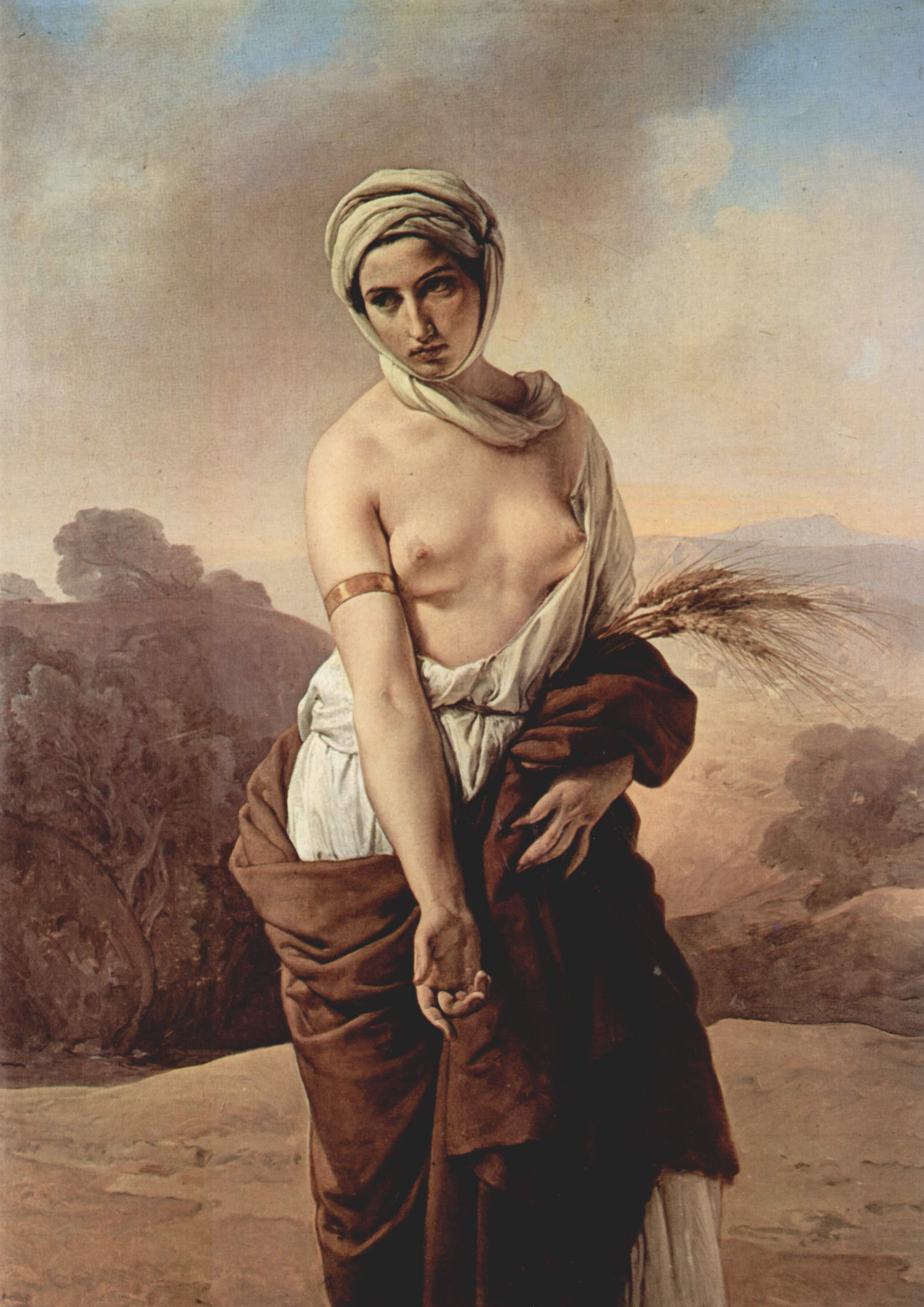
Ruth, 1835, Palazzo Mazzetti, Asti
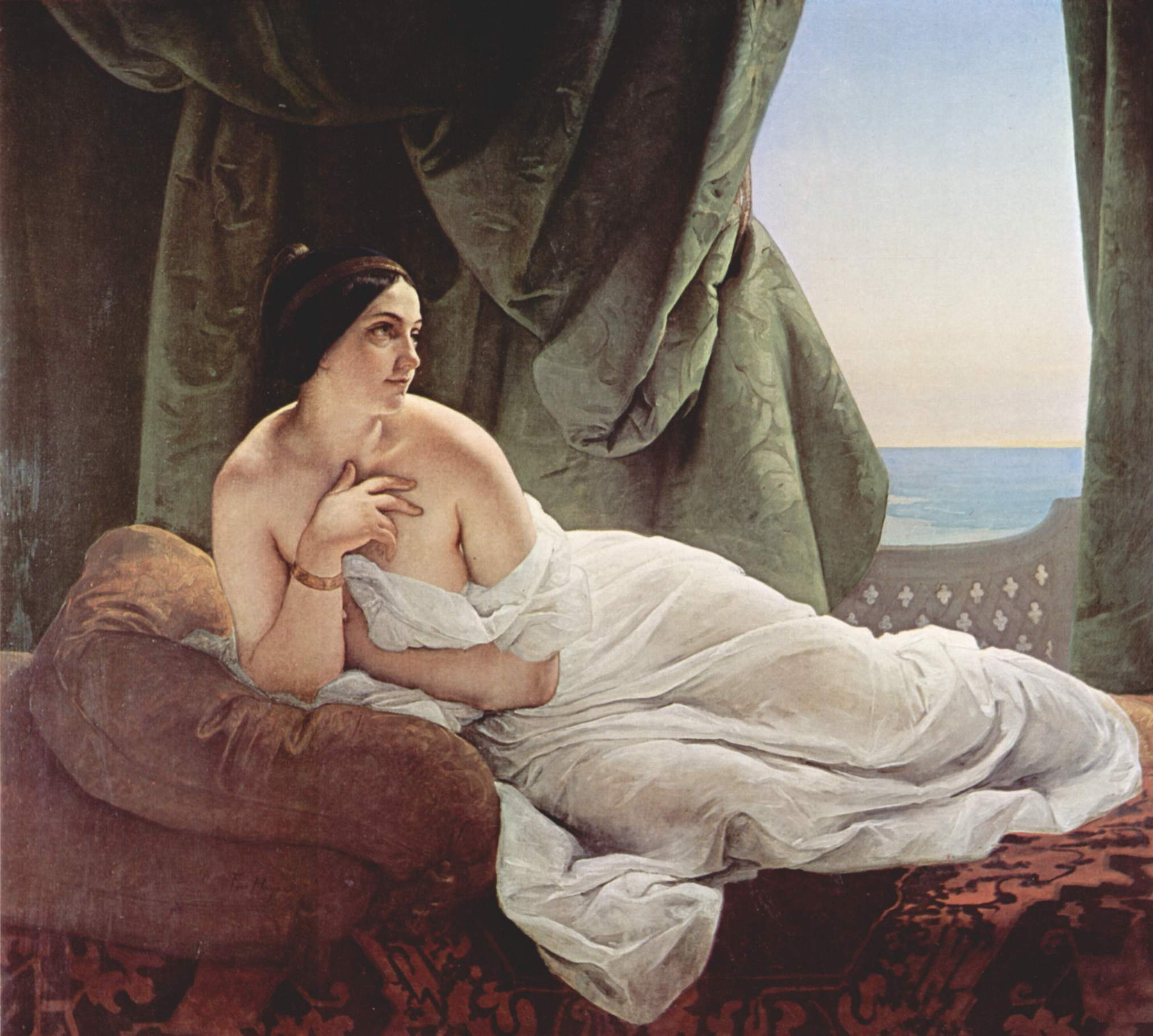
Odalisk liggend, 1839
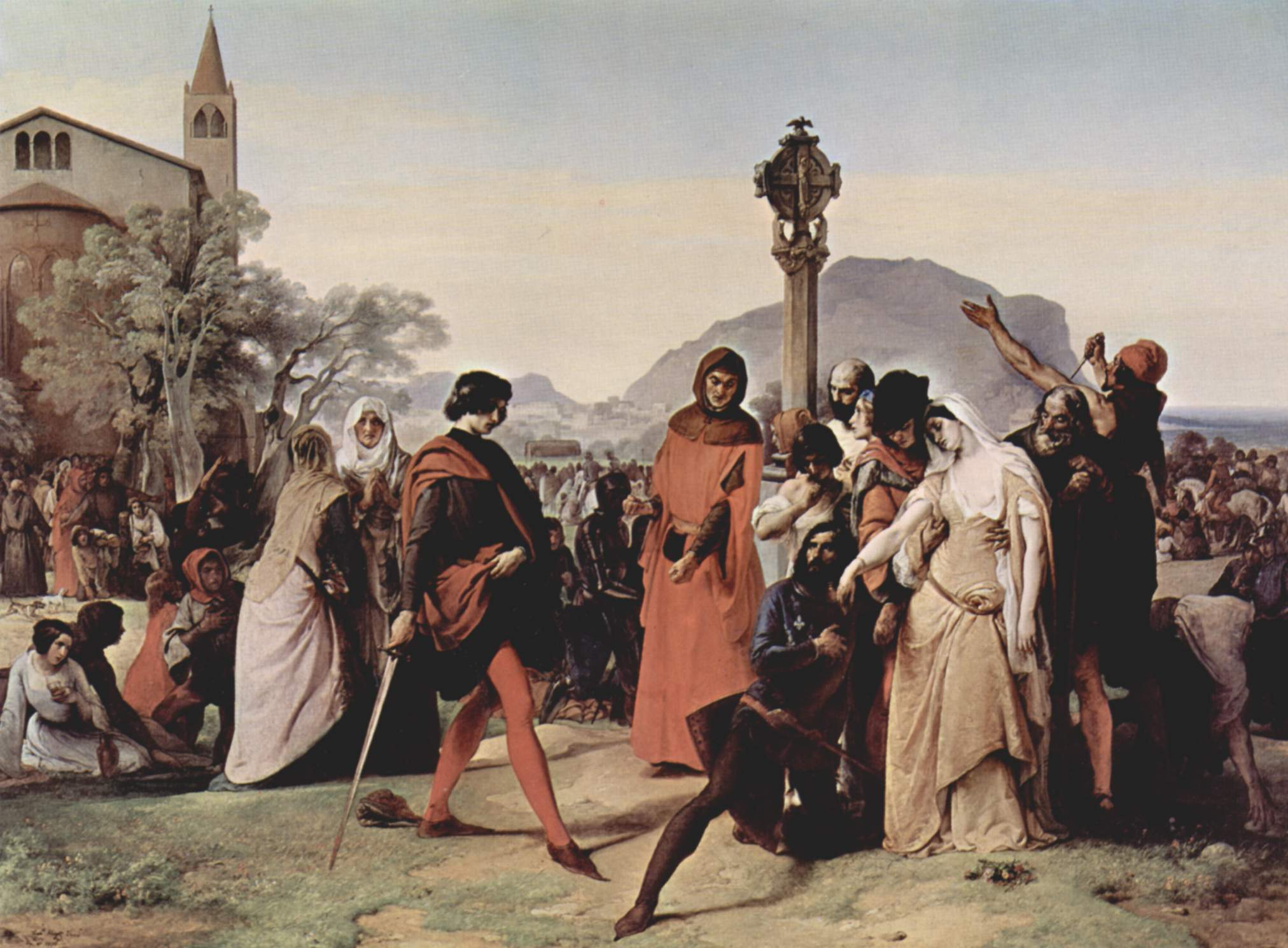
Siciliaanse Vespers, Scene 3, 1846, Galleria nazionale d'arte moderna e contemporanea, Rome
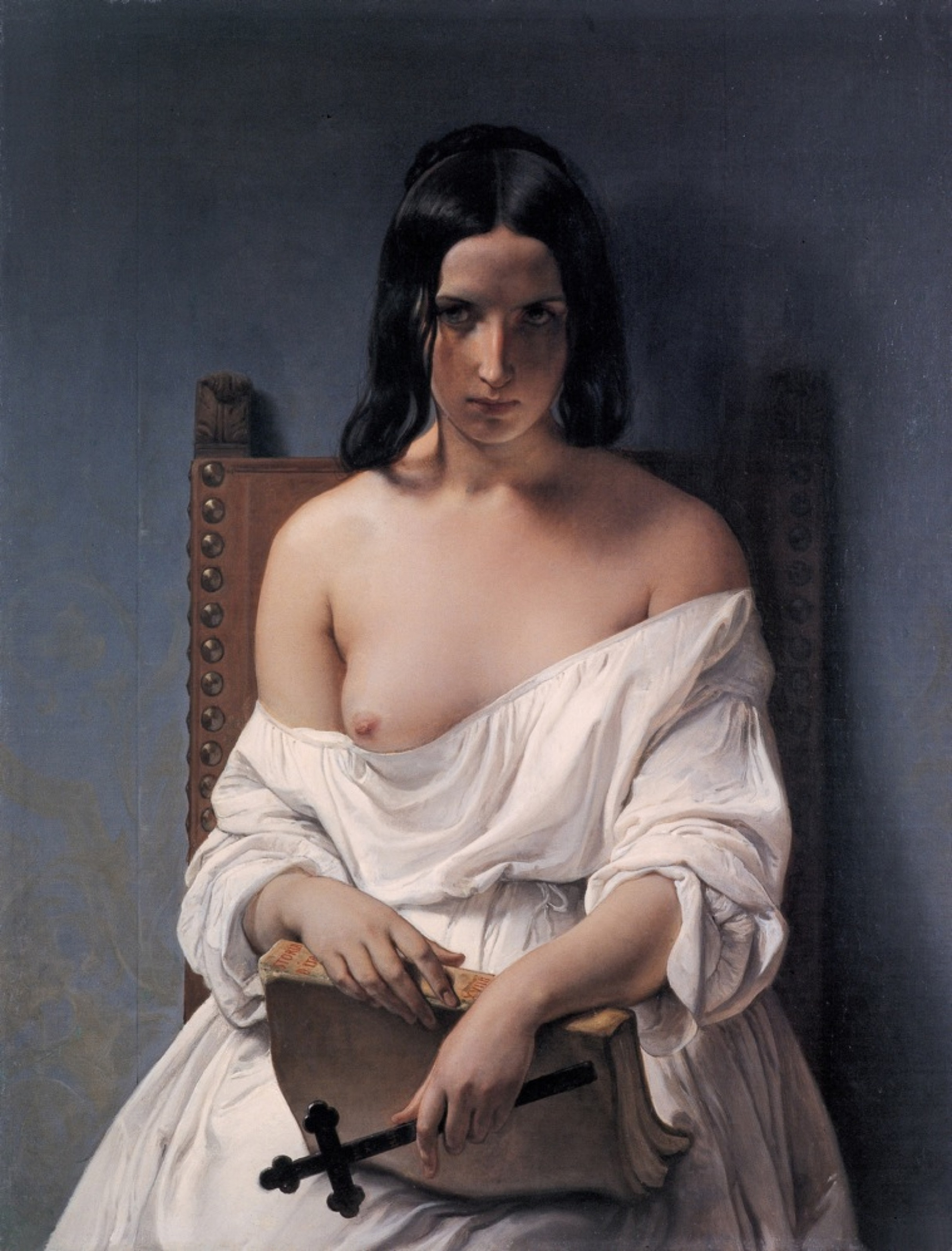
Meditation on the History of Italy, 1850, Galleria d'art moderna Palazzo Forti, Verona
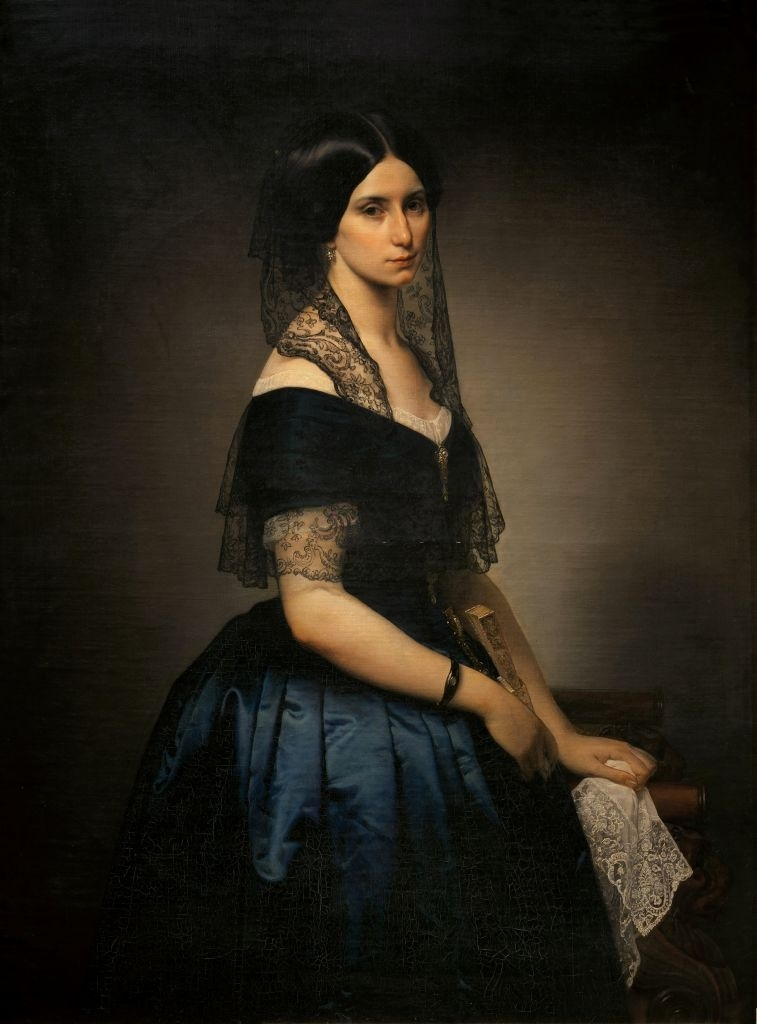
Portret van Antonietta Tarsis Basilico, 1851
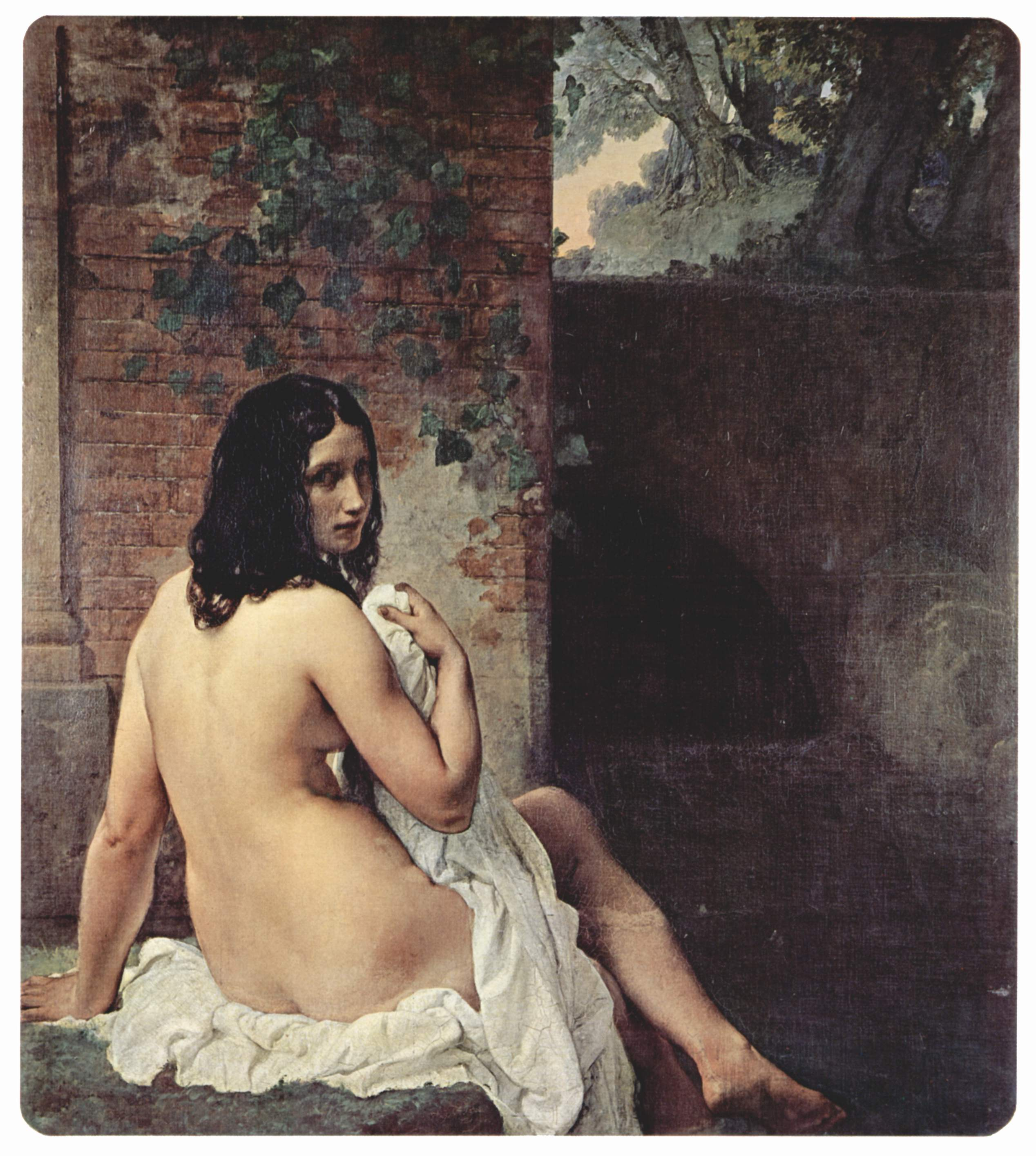
Baadster gezien van achteren, 1859, Pinacoteca di Brera, Milaan
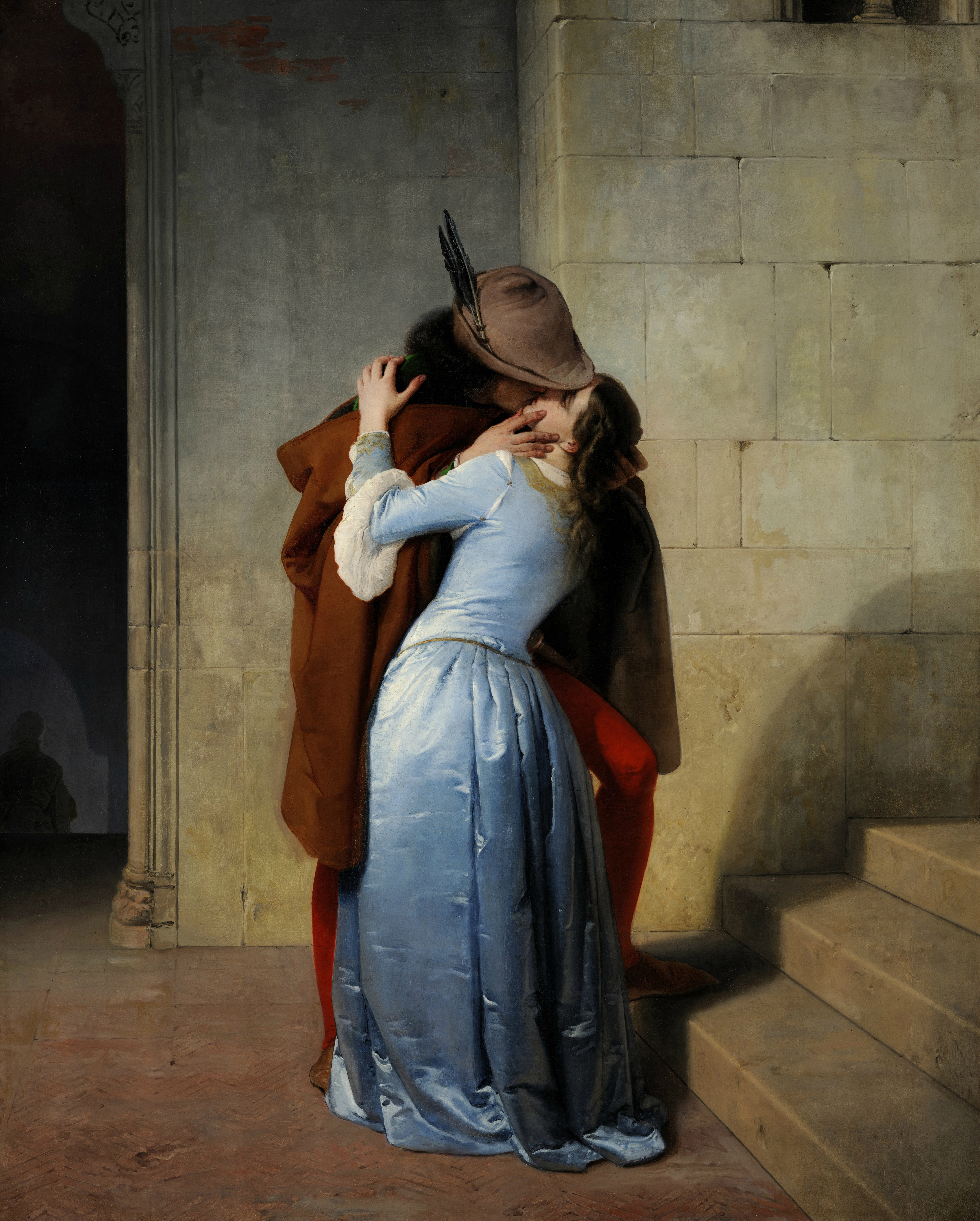
De kus, 1859, Pinacoteca di Brera, Milaan
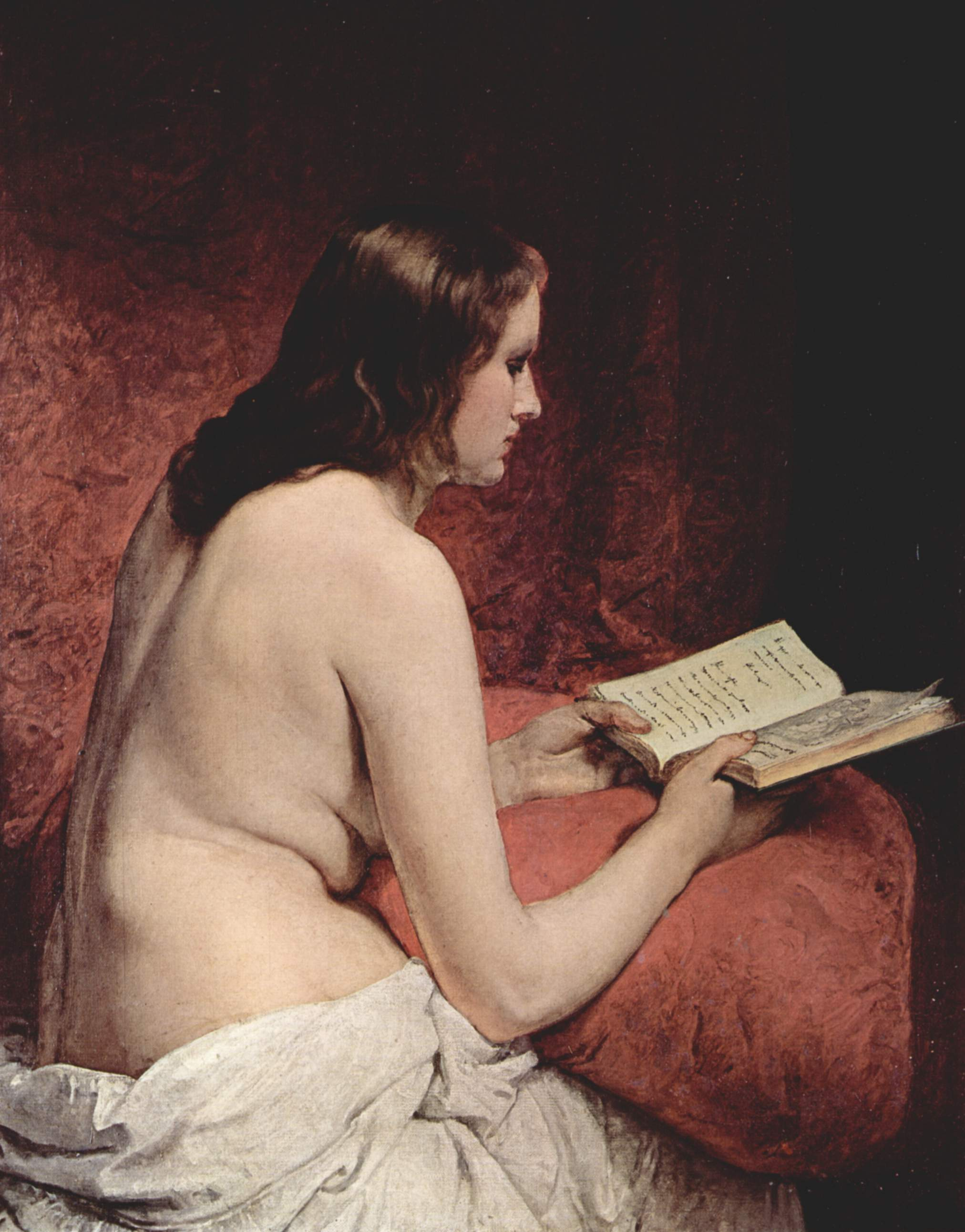
Odalisk met boek, 1866, Villa Carlotta, Tremezzo
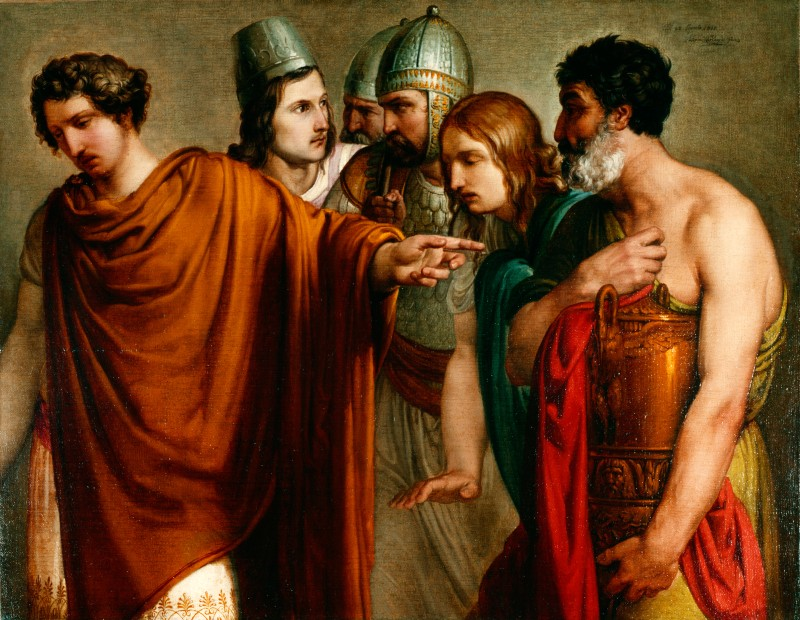
La morte di Abradate, 1866, Gallerie di Piazza Scala, Milaan
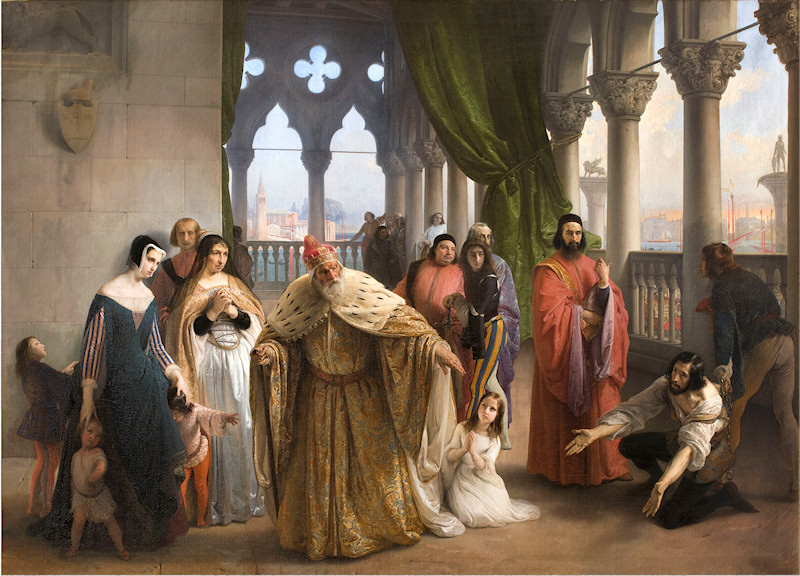
L'ultimo abboccamento di Giacomo Foscari figlio del doge Giuseppe, 1867, Gallerie di Piazza Scala, Milaan